# Giulio Taglietti
Giulio Taglietti   (Brescia, 1660 - Brescia, 1718) va ser un compositor i violinista italià.
Giulio Taglietti va treballar com a professor de violí al Jesuïta College a Brescia cap al 1702. Entre 1695 i 1715 tenia col·leccions publicades amb 13 números d'opus. Aquests contenen sonates, sonates de trio, àries amb acompanyament instrumental i concerts. L'estructura del seu Concerti a cinque op 8 és molt similar a la del Concerto grosso. Taglietti pertanyia a la primera generació de compositors que pretenien l'ús en solitari del violoncel. Les composicions de Taglietti es basen estilísticament en les obres de Giuseppe Torelli. El compositor alemany Johann Gottfried Walther va editar un dels concerts de Taglietti per a orgue.
Taglietti era molt probablement germà del solista de tromba Luigi Taglietti (1668-1715), del qual també han sobreviscut algunes composicions, que van aparèixer majoritàriament a Venècia, hi també a Amsterdam.

## Obres
- Dues sonates de cambra per a dos violins i baix continu op. 1 (Bolonya,1695).
- Sis concerts i 4 3-op simfonies. 2(Venècia,1696).
- Sala de diversió musical per a dos violins i Violet op. 5 (Venècia, 1706).
- Trenta àries per jugar per Cello i Spinetta o violone op. 3 (1709).
- Concert de quatre homes amb l'op de violoncel forçat. 6.
- Concert de cinc op. 8 (Venècia, 1710).
- Unes àries sonores per a violí, violoncel i violoncel op. 10 (Venècia, 1711).
- Deu concerts a 4 amb els seus reforços per a quatre violins, viola,violeta i orgue op. 11 (Bolonya, 1714).
- Habitació pensaments a 3 per a dos violins i baix continu op. 12 (Venècia, 1714, Lost).
- Dotze sonates per a violí i el baix continu. 13.